# Albert Apponyi
Albert Jiří hrabě Apponyi z Nagy-Appony (též z Nagyappony, maďarsky Gróf nagyapponyi Apponyi Albert György, 29. května 1846, Vídeň - 7. února 1933, Ženeva) byl maďarský šlechtic a politik z významného uherského rodu Apponyiů. Od mládí se angažoval ve veřejném životě v Uhrách, byl dlouholetým poslancem a v letech 1901–1903 předsedou uherského parlamentu. Ve dvou vládách zastával funkci uherského ministra školství (1906–1910 a 1917–1918). Aktivní v politice zůstal i po zániku Rakouska-Uherska, zastupoval Maďarsko na mírových jednáních ve Versailles a poté ve Společnosti národů.

## Život

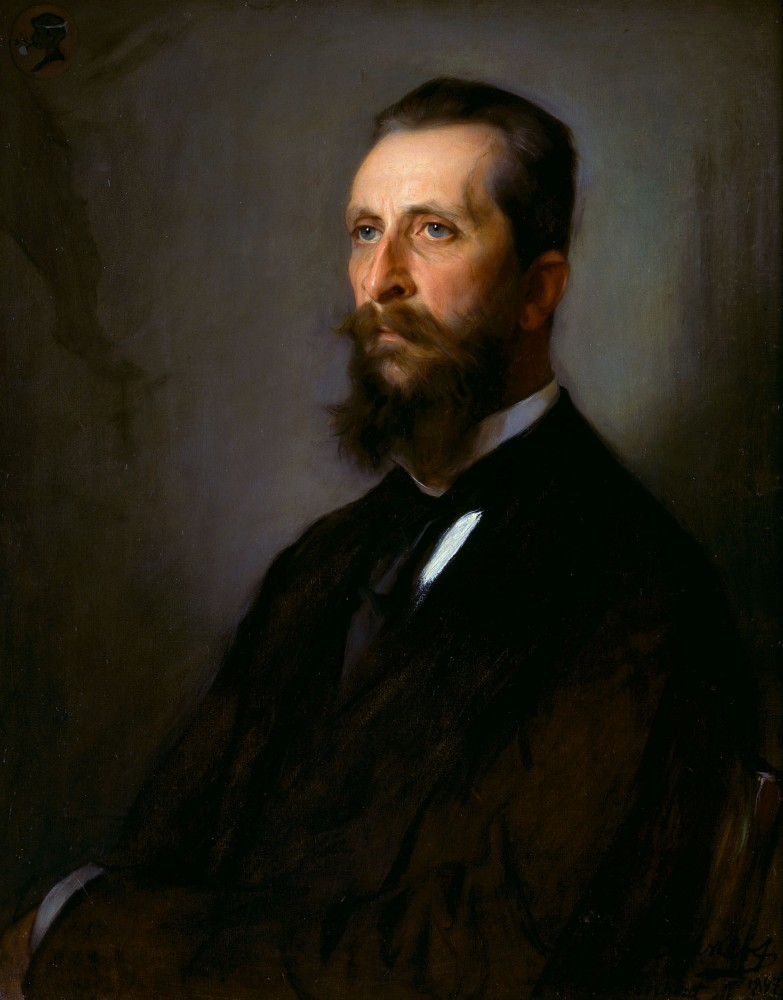
Hrabě Albert Apponyi, olej na plátně, Philip Alexius de László, rok 1897.

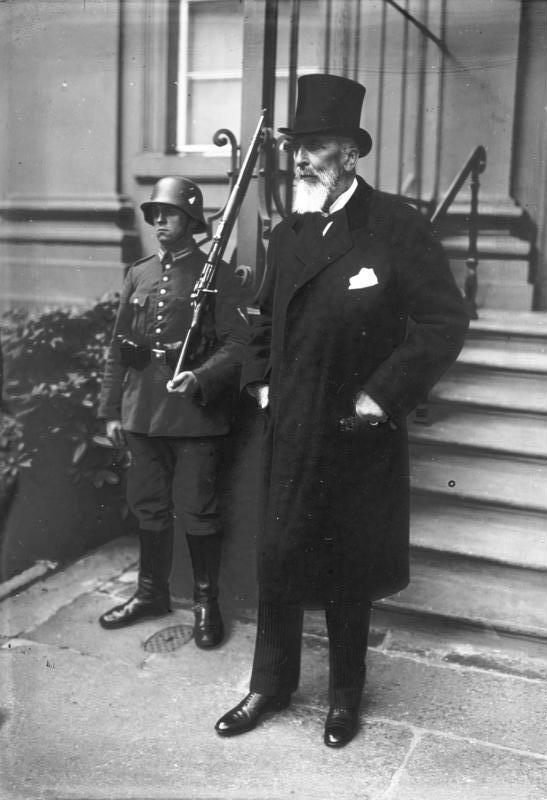
Hrabě Albert Apponyi v Berlíně v roce 1928

Narodil se jako Albert Jiří Julius Maria Apponyi z Nagy-Appony (Gróf nagyapponyi Apponyi Albert György Gyula Mária) syn hraběte Jiřího Apponyiho, uherského kancléře v letech 1846-1848 a jeho manželky Julie, rozené hraběnky Sztárayové (1820–1871). Vzdělání získal na jezuitské koleji v Kalksburgu, poté studoval na vídeňské univerzitě a budapešťské univerzitě, dosáhl titulu doktora práv. V letech 1868–1870 cestoval po Francii a Německu, pobýval také ve Velké Británii. V roce 1872 zvolen poslancem maďarského sněmu a s jednou krátkou výjimkou byl jeho členem až do roku 1918 (za volební obvod Jászberény), byl také dědičným členem Sněmovny magnátů. Od mládí byl aktivním účastníkem parlamentních debat k různým tématům, díky svým širokým zájmům patřil také k oblíbeným osobnostem ve společnosti.
Od konce 80. let 19. století byl vůdcem sjednocené opozice, která sdružovala všechny strany proti rakousko-uherskému vyrovnání z roku 1867. V letech před rokem 1914 byla maďarská politika považována za scénu čtyř politiků: Apponyiho, Istvána Tiszy, Mihálye Károlyiho a Gyuly Andrássyho.

Apponyi, nadšený vojenskými úspěchy ústředních mocností v Srbsku a Polsku, vypracoval koncem roku 1915 ve Sněmovně reprezentantů velkorysé dobyvatelské plány v souvislosti s koncepcí střední Evropy:
| „ | „Ich sehe eine große Perspektive vor mir. Ich sehe die Erstarkung des mitteleuropäischen Bündnisses, die Angliederung - nicht durch Eroberung, sondern durch das Band der Interessensgemeinschaft - der Balkanhalbinsel, das Umsichgreifen des Bündnisses in seinem Einfluß in ganz Mittelasien auf ein Gebiet, das zusammengenommen mit den Gebieten Mitteleuropas eine weltpolitische Kombination schafft, die vor mir, wenn ich noch weiter blicken will, den Beginn der Wiederherstellung der westlichen Kulturgemeinschaft darstellt.“ | „Spatřuji před sebou velkou perspektivu. Vidím posilování středoevropské aliance, začlenění - nikoli dobýváním, nýbrž poutem zájmového společenství - Balkánského poloostrova, rozšíření vlivu aliance po celé Střední Asii do oblasti, která spolu s územím střední Evropy vytváří kombinaci světového významu, která pro mne, pokud bych vzhlížel ještě dále, představuje počátek znovuzrození západního kulturního společenství.“ | “ |

Od 8. dubna 1906 do 17. ledna 1910 a poté od 15. června 1917 do 8. května 1918 byl Apponyi ministrem školství a kultury Uherského království.  V roce 1907 byly pod jeho vedením uzákoněny nové maďarizační školské zákony.
Po první světové válce v roce 1920 byl Apponyi vedoucím maďarské delegace na pařížské mírové konferenci ve Versailles. 20. března 1921, krátce před pokusem o restauraci monarchie v Maďarsku, mu král Karel udělil Řád zlatého rouna. 
Apponyi byl výborný řečník a měl široké spektrum zájmů i mimo politiku. Plynně ovládal šest jazyků, studoval mimo jiné lingvistiku, literaturu, filozofii a hudbu. Od roku 1904 navštívil několikrát Spojené státy, naposledy v roce 1924. Přednášel a setkal se s politiky, mj. s prezidenty Theodorem Rooseveltem a Williamem H. Taftem. Své dojmy z Ameriky Apponyi popsal ve své autobiografii The Memoirs of Count Apponyi (1935). Byl také autorem knih Estetika a politika, umělec a státník.
Z čestných hodností dosáhl titulů c. k. komořího (1868) a tajného rady (1899). Za zásluhy byl nositelem Leopoldova řádu (1917).Až po zániku monarchie obdržel Řád zlatého rouna (1921).
Albert hrabě Apponyi z Nagy-Appony zemřel dne 7. února 1933 v Ženevě, kde čekal na znovuzahájení konference o odzbrojení Společnosti národů.
Jeho hlavním sídlem byl zámek Malinovo nedaleko Bratislavy.

## Manželství a rodina

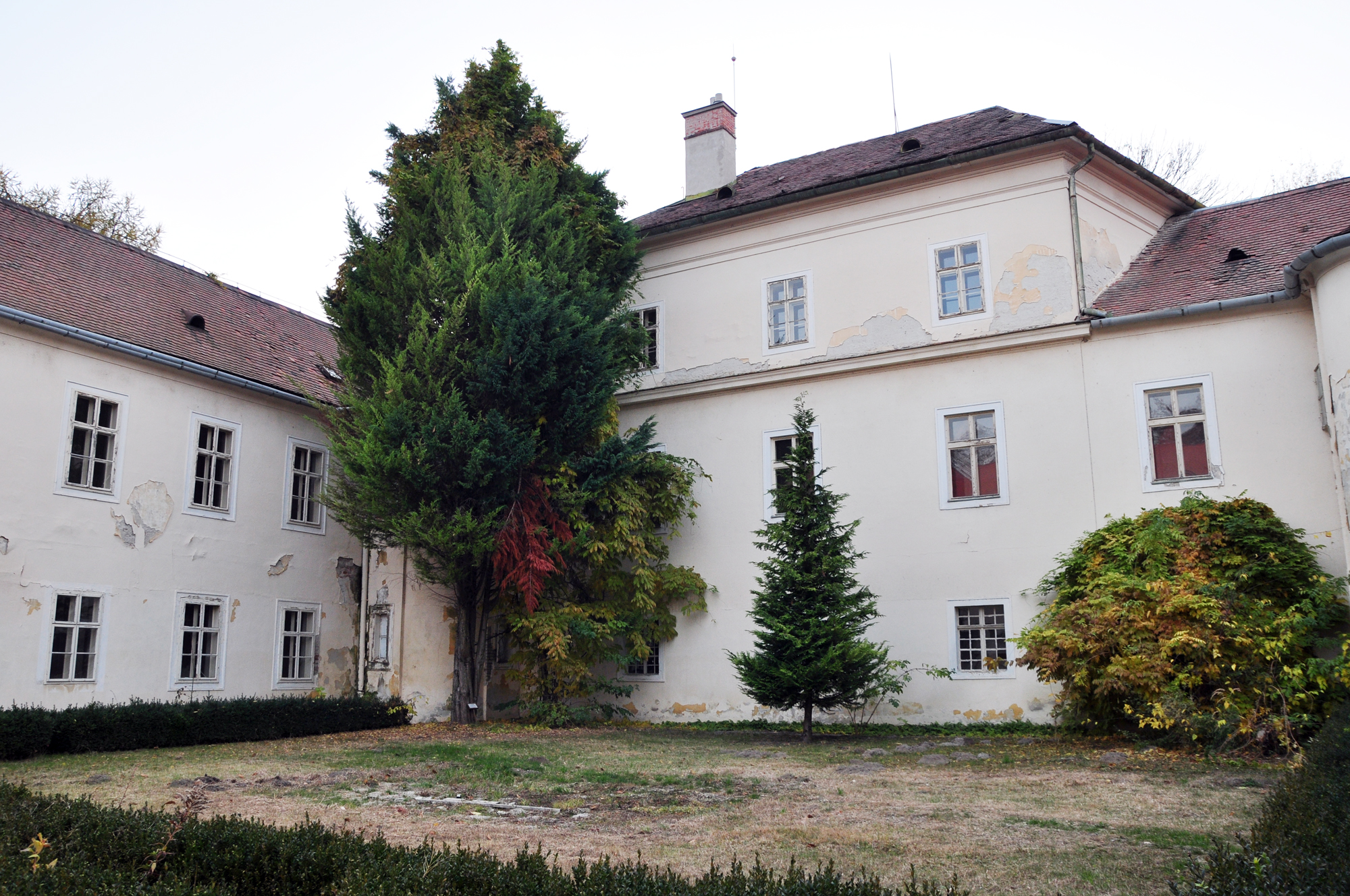
Zámek Malinovo, hlavní sídlo Alberta Apponyiho

Hrabě Albert Apponyi byl od roku 1897 ženatý s Klotyldou Vilemínou z Mensdorff-Pouilly (1867–1942), c. k. palácovou dámou a dámou Řádu hvězdového kříže, dcerou rakouského ministra zahraničí Alexandra z Mensdorff-Pouilly a jeho manželky Alexandry, rozené hraběnky z Ditrichštejna. Manželé měli tři děti:
- Jiří II. Alexandr Apponyi (30. června 1898 – 7. srpna 1970)
- Marie (Marika) Apponyiová (29. září 1899 – 3. června 1967), ⚭ 1933 Karl Anton Rohan (9. ledna 1898 – 17. března 1975)
- Julie Marie Apponyiová (9. listopadu 1903 – 14. ledna 1994),
⚭ 1924 Ferenc Xavér Pálffy (1898–1969), rozvod v roce 1934
⚭ 1943 Elemér Klobusiczky de Klobusicz et Zétény (1899–1986), rozvedli se v roce 1947

Jeho sestra Georgiana (1841–1906) byla provdaná za italského šlechtice hraběte Alberta Marzaniho (1845–1921), který byl poslancem tyrolského zemského sněmu a rakouské říšské rady.
Albertův švagr hrabě Albert Mensdorff (1861–1945) byl dlouholetým rakousko-uherským velvyslancem ve Velké Británii (1904–1914).

## Spisy (výběr)
- Lebenserinnerungen eines Staatsmannes. Aus 40 Jahren parlamentarischer Tätigkeit. Verlag Heller, Leipzig/Wien 1912.
- Erlebnisse und Ergebnisse. Verlag Keil, Berlin 1933.